# Tadelesh Birra
Tadelesh Birra (* 24. April 1975) ist eine äthiopische Marathonläuferin.
1999 gewann sie den Marathon de Normandie. Im Jahr darauf wurde sie Dritte beim Turin-Marathon mit ihrer persönlichen Bestzeit von 2:31:44 h und Zwölfte beim Berlin-Marathon. 2001 kam sie bei den Leichtathletik-Weltmeisterschaften in Edmonton auf den 31. Platz und wurde Vierte beim Madrider Millennium-Marathon.
2002 gewann sie den Neapel-Marathon und den Košice-Marathon, 2003 und 2004 den Hannover-Marathon. Bei den Panafrikanischen Spielen 2003 errang sie Silber.
2008 siegte sie beim Zürich-Marathon und wurde jeweils Zweite beim Warschau-Marathon und beim Beirut-Marathon. 